# يحيى الرفاعي
يحيى الرفاعي (1931-2010) هو مستشار وشيخ قضاة مصري، والملقب بـ«الضمير الثائر» بسبب دفاعه عن الحقوق والحريات ومواقفه الثابتة.
ولد يحيى الرفاعي عام 1931 بالإسكندرية، وتعلم في مدارسها وتخرج في كلية الحقوق بجامعة الإسكندرية، بعدها التحق بالنيابة العامة، وتدرج في السلك القضائي، حتى شغل أرفع المناصب، كنائب لرئيس محكمة النقض «أعلى المحاكم المصرية» بعدها اشتغل بالمحاماة عام 1991 «عقب تقاعده»، وهي المرة الثانية التي يعمل فيها بـ«القضاء الواقف»، كانت المرة الأولى عقب فصله وعدد كبير من القضاة، بقرار جمهوري من الرئيس جمال عبد الناصر عام 1969، فيما اشتهر بمذبحة القضاء.
هو مؤسس ما يسمى تيار استقلال القضاء، نتيجة للأفكار التي كان يؤمن بها، ويدافع عنها، وأدت إلى تصادمه مع الرؤساء الثلاثة، بل إنهم داخل القضاء يطلقون على تلاميذه والمؤمنين بأفكاره من القضاة اسم «المدرسة الرفاعية» نسبة إليه. توفى يوم الأحد الموافق 11 أبريل 2010 عن عمر يناهز 75 عاماً، بعد صراع طويل مع المرض استمر عدة سنوات، لازم الفقيد فيها الفراش.